# روبرتو جراردی
روبرتو جراردی (ایتالیایی: Roberto Gerardi؛ ‏ ۱۸ اکتبر ۱۹۱۹ – ۲ ژانویهٔ ۱۹۹۵) فیلم‌بردار و فیلم‌نامه‌نویس اهل ایتالیا بود.
از فیلم‌هایی که وی در آن‌ها نقش داشته‌است، می‌توان به عروس جوان، آخرین روزهای موسولینی، لیگابوئه، دکامرون سیاه، بیست‌ساله بودن، در عشق، هر لذتی با رنج همراه است، یک کارآگاه، جنگ بزرگ، دوشیزه‌ای برای شاهزاده، مادام سن ژان، گوشه‌نشینان آلتونا، از بلوندها متنفرم، سکس با لبخند ۲، الماس‌های آغشته به خون، تپانچه‌های پُر، خیانت به سبک ایتالیایی، شفق قطبی و جزیره آرتورو اشاره نمود.